# Hydnophora aurorae
Espèce
Hydnophora aurorae est une espèce de coraux appartenant à la famille des Merulinidae.